# الی (نبراسکا)
الی (به انگلیسی: Eli) یک منطقهٔ مسکونی در ایالات متحده آمریکا است که در نبراسکا واقع شده‌است.